# Carme Ballester
Carme Ballester i Llasat (Barcelona, 27 de abril de 1900-París, 1972) fue la segunda esposa del presidente de la Generalidad de Cataluña, Lluís Companys.
Militó en Estat Catalá y en 1936 se casó con Lluís Companys, tras divorciarse de Joan Duran. Se exilió en París durante la guerra civil española, en abril de 1938,  para estar cerca de su hijastro, Lluís Companys i Micó, ingresado en un manicomio. Cuando su marido fue capturado en Francia por la policía militar alemana y ejecutado por el régimen franquista, tuvo contactos con la Resistencia francesa y escondió a ciudadanos judíos. Murió en el exilio en 1972, después de que se le reconociera una pensión de viuda como víctima del nazismo.